# Eusocialitet
Eusocialitet är ett levnadssätt hos djur där de lever i ett organiserat, hierarkiskt samhälle.
Gemensamt för eusociala djur är att fortplantningen sköts av bara en eller några få individer i ett samhälle. Flertalet individer i en grupp fortplantar sig inte. Hos många eusociala djur är dessa arbetare sterila och saknar fortplantningsförmåga. Altruism – uppoffring för samhällets skull – är också viktigt.
Välkända eusociala djur är bin, getingar och myror, som alla hör till insektsordningen steklar, men det finns även ett fåtal exempel i andra djurgrupper, som till exempel kalråttan i familjen mullvadsgnagare.

## Terminologi
Termen eusocialitet introducerades 1966 av entomologen Suzanne Batra då hon skrev ett arbete om vägbin. Batra definierade då eusocialitet som en koloni där den individen som grundar nästet överlever för att samarbeta med en grupp döttrar, med en arbetsfördelning. Allteftersom det vetenskapliga intresset för entomologi ökade kom begreppets definition att vidareutvecklas, främst av Charles D. Michener och Edward O. Wilson. Termen fick då mer strikta kriterier för att identifiera eusociala samhällen, vilka främst kretsade kring samarbetet mellan föräldrar och deras avkomma.

## Beskrivning
Eusociala djur lever i samhällen där följande fyra kriterier uppfylls:
- De vuxna lever i grupp
- Det sker ett kooperativt omhändertagande av unga
- Reproduktiv arbetsfördelning, där en eller få individer står för reproduktionen
- Generationerna överlappar varandra – flera generationer lever samtidigt

Enligt Edward O. Wilsons kriterier bör samhället dessutom innefatta en arbetsfördelning, och individerna bör bete sig altruistiskt, och alltså uppoffra egna intressen för gruppens bästa. Bland mer avancerade eusociala organismer kan det finnas morfologiska skillnader, som till exempel hos myrarten Eciton burchellii där arbetarmyrorna är betydligt mindre än de fertila drönarna. Detta är dock inte fallet bland mer primitivt eusociala djur, där inga morfologiska skillnader finns mellan de fertila och de infertila individerna.

## Evolution
Eusocialitet tycktes först oförenligt med teorin om naturligt urval, då denna bygger på individens strävan att föra vidare sin genetiska kod genom reproduktion, vilket för de infertila kasten hos en eusocial art har givits upp. I sitt verk Om arternas uppkomst refererade Charles Darwin till problemet som "en särskild svårighet, som först syntes mig oöfvervinnelig och i sanning tillintetgörande hela teorien."

### Släktskapsselektion
Idag finns det flera teorier om hur eusocialitet har kommit att uppstå, vilka alla inte är oförenliga med varandra. En viktig teori inom eusocialitetens evolution är den om släktskapsselektion. Detta bygger på att en individs gener kan föras vidare både genom direkt reproduktion såväl som genom en nära släktings fortplantning. Hos de eusociala djur som är haplodiploida, det vill säga där honor kommer från diploida befruktade ägg och hanar från obefruktade haploida ägg, är den genetiska likheten mellan två helsyskon större än mellan en förälder och dess avkomma. Evolutionsbiologen William D. Hamilton postulerade en regel enligt vilken altruistiska gener gynnas om kostnaden, det vill säga reducerad fitness, för individen C, är lägre än vinsten i ökad fitness för mottagaren B gånger graden av släktskap mellan mottagare och recipient r, enligt formeln:
{\displaystyle c<rb\ }
Enligt Hamiltons regel och hans teori om inkluderande fitness kan eusocialitetens uppkomst bland haplodiploida djur därmed förklaras med att dessa organismer delar större genetiska likheter med sina syskon än sin eventuella avkomma, och därmed gynnas mer av att uppfostra syskon i kolonin än egen reproduktion.

### Multinivåselektion
En teori som motsätter sig idén om släktskapsselektion är den teori om multinivåselektion som lyfts fram av bland annat Edward O. Wilson och Martin A. Nowak. Enligt denna alternativa teori om framväxten av eusocialitet inom en art framställs släktskapet mellan individer som en konsekvens av, snarare än orsak till, det eusociala samhället. Istället skulle eusocialitet uppstå på grund av det naturliga urvalets verkan på gruppnivå: om en art överlevnadsmässigt gynnas av eusocialitet, där man samverkar för kolonins överlevnad snarare än den enskilda individen, kommer grupper där dessa altruistiska gener gynnats och eusocialitet uppstått att utkonkurrera de andra grupper där eusocialitet inte har utvecklats – och de eusociala generna får större spridning.